# En portada
En Portada és un programa de producció pròpia de l'Àrea de Producció de Programes Informatius de Televisió Espanyola (TVE), emès des de 1984.

## Format
Combina grans reportatges vinculats a l'actualitat amb uns altres de caràcter temàtic sobre una situació concreta d'un país o zona determinats. La direcció del programa tria un tema d'un país en el qual estigui ocorrent una cosa informativament interessant i l'equip es trasllada allí.
En Portada compta amb un equip de reporters que realitza la major part dels treballs. Uns altres els realitzen periodistes de la redacció dels Informatius diaris de TVE i corresponsals.

## Història
En 1984, el primer reportatge emès va ser una entrevista a Fidel Castro.
Des de la seva primera emissió, la sintonia de capçalera és "End Title Reprise" de la banda sonora de la pel·lícula Blade Runner (1982).

## Equip directiu
Directors
- José Abril
- Rafael Herrera
- Manu Leguineche
- Elena Martí
- Fernando de Giles
- Daniel Peral Alonso
- Juan Antonio Sacaluga
- José Antonio Guardiola (vigent juny 2016).

## Premis des de 2002
En l'última etapa del programa s'han rebut diversos premis tant nacionals com internacionals entre els quals destaquen els següents:
- Premi de la Creu Roja (Festival de Televisió de Mònaco), 6 de juliol de 2002.
- Premi del Club Internacional de Premsa, al millor treball periodístic en televisió, 2003.
- Premi al millor reportatge internacional del Festival de Televisió d'Hamburg (Alemanya). Maig de 2003.
- Premi del Comitè Internacional de la Creu Roja 2003.
- Llorer d'Or a la Qualitat, setembre de 2004.
- Premi de Drets Humans del Consell General de l'Advocacia Espanyola, 10 de desembre de 2004.
- Medalla de bronze al millor reportatge de recerca en el Festival Internacional de Televisió de Nova York, gener de 2005.
- Premi Itàlia de Televisió, juliol de 2005.
- Esment Especial de Mans Unides, 5 de juliol de 2005.
- Medalla de plata al millor reportatge de recerca en el Festival Internacional de Televisió de Nova York, gener de 2006.
- Nimfa d'Or al Festival de Televisió de Montecarlo. 2008[3]
- Globo d'or al millor reportatge de recerca del World Media Festival d'Hamburg per "Allèn, caso cerrado"
- Premi Rei d'Espanya de Periodisme 2010 per "Ellacuría, crimen sin castigo".
- Premi de televisió Mans Unides 2011 per "La nueva misión"
- Gran premi del jurat i premis al millor reportatge informatiu del World Mitjana Festival 2011 d'Hamburg per "Maldito oficio"
- Millor programa documental dels Premis Iris en 2012 i 2013. Nominat com a Millor programa documental en els Premis Iris 2014
- Premi de Televisió Mans Unides 2012 per "La mala vida de Jason Pino"
- Millor documental de l'I Festival de Cinema i Dona per "Los pecados de la Iglesia".
- Premi Colombine 2012 per "Feminicidio S.A." un documental de Yolanda Sobero i Susana Jiménez Pons sobre el feminicidi a Guatemala[4]
- Globus d'or del World Media Festival d'Hamburg 2013 per "El desencanto de Europa".
- Premi de televisió Mans Unides 2013 per "Ciberbasura sin fronteras"
- Premi Defensa 2013 per "AMENAZAcyber" i globus de plata del Festival d'Hamburg 2014 per "AMENAZAcyber"
- Medalla d'or del Festival de Nova York 2014 per "Hijos de la guerra atámica".
- Premis Ondas 2014. Millor programa d'actualitat.
- Medalla de bronze del Festival de Nova York 2016 per Nisman
- Millor reportatge de recerca del World Media Festival d'Hamburg 2016 per "Nisman"
- Finalista a la Nimfa d'or del Festival de Televisió de Montecarlo 2016 per "Nisman"